# عوازل (روستا)
 عوازل  (در عربی:  العَوازل )
نام روستایی است در دهستان العَوْد از توابع استان مَحویت در کشور یمن در شبه جزیره عربستان.

## جمعیت
جمعیت آن (۹۰ ) نفر (۷ خانوار) می‌باشد.